# Marek Vašut

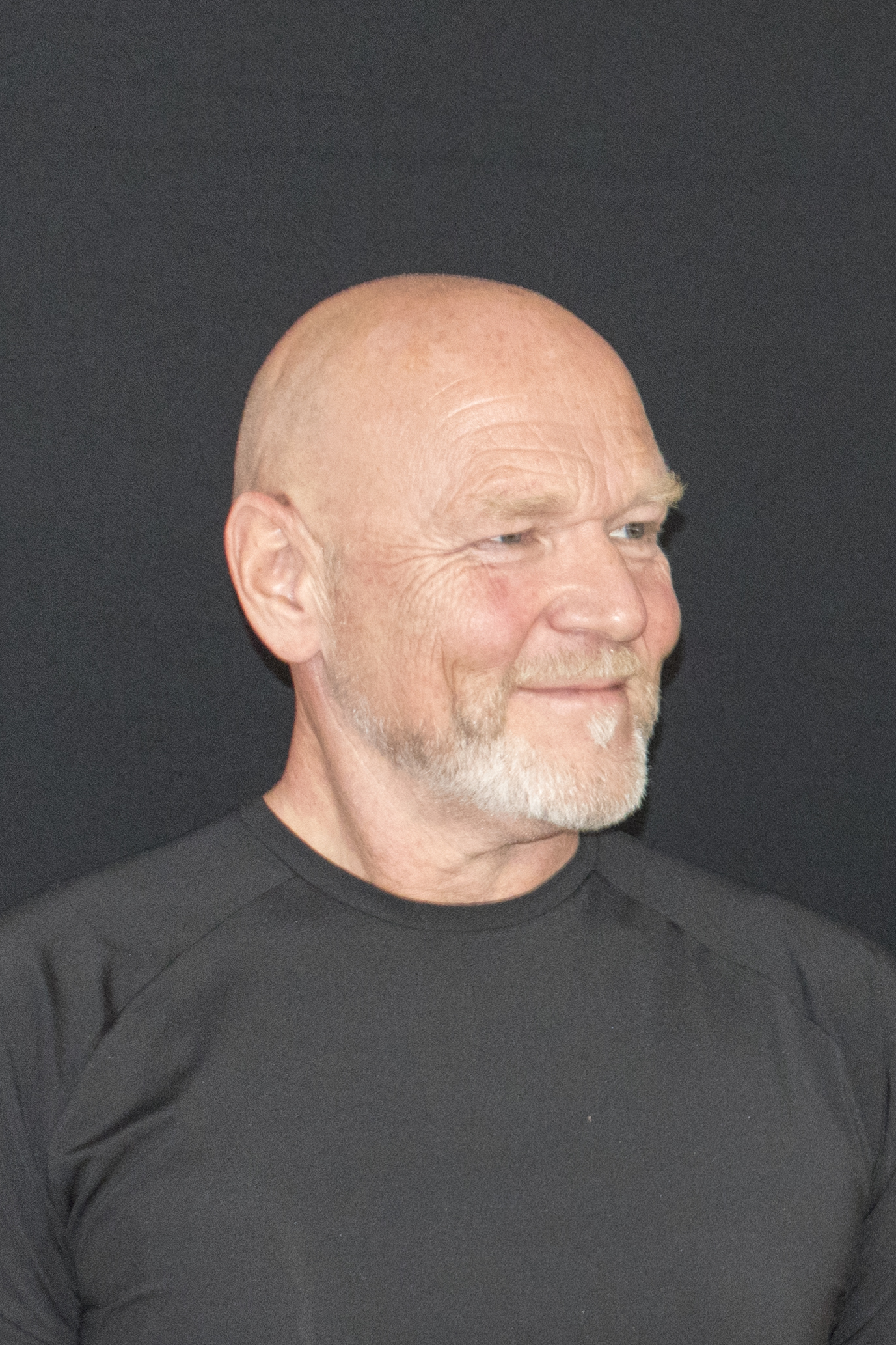
Marek Vašut (2018)

Marek Vašut (* 5. Mai 1960 in Prag) ist ein tschechischer Filmschauspieler.

## Leben
Vašuts Karriere, die 1965 begann, führte ihn ab Ende der 1990er Jahre auch nach Hollywood. Er wirkte in verschiedenen Fernsehserien und Spielfilmen mit.

## Filmografie (Auswahl)
- 1965: Katja und das Krokodil (Káťa a krokodýl), Regie: Věra Plívová-Šimková
- 1973: Die Kirmes ist da (Přijela k nám pouť), Regie: Věra Plívová-Šimková
- 1974: Du machst uns Kummer (Velké trápení), Regie: Jiří Hanibal
- 1979: Liebe zwischen Regentropfen (Lásky mezi kapkami deště), Regie: Karel Kachyňa
- 1980: Das Geheimnis der leeren Urne (Něco je ve vzduchu), Regie: Ludvík Ráža
- 1985: Grüne Jahre (Zelená léta), Regie: Milan Muchna
- 1986: Fäuste im Dunkeln (Pěsti ve tmě), Regie: Jaroslav Soukup
- 1986: Gutes Licht (Dobré světlo), Regie: Karel Kachyňa
- 1989: Du allein (Příběh ’88), Regie: Zuzana Hojdová-Zemanová
- 1989: Fabrik der Offiziere (Fernseh-Mehrteiler)
- 1992: Brooklyn Story (Kamarád do deště II – Příběh z Brooklynu), Regie: Jaroslav Soukup
- 1993: Chained Heat – Exzesse im Frauengefängnis (Chained Heat II),  Regie: Lloyd A. Simandl
- 1993: Das Ende der Dichter in Böhmen (Konec básníků v Čechách), Regie: Dušan Klein
- 1994: Der Ring des Drachen (Desideria e l’anello del drago), Regie: Lamberto Bava
- 1996: Mission: Impossible, Regie: Brian De Palma
- 2001: Uprising – Der Aufstand (Uprising), Regie: Jon Avnet
- 2002: Blade II (Regie: Guillermo del Toro)
- 2002: Bad Company – Die Welt ist in guten Händen (Bad Company), Regie: Joel Schumacher
- 2002: xXx – Triple X (xXx), Regie: Rob Cohen
- 2003: Children of Dune (Regie: Greg Yaitanes)
- 2003: Hitler – Der Aufstieg des Bösen (Hitler – The Rise of Evil), Regie: Christian Duguay
- 2003: Die Liga der außergewöhnlichen Gentlemen (The League of Extraordinary Gentlemen), Regie: Stephen Norrington
- 2004: Van Helsing (Regie: Stephen Sommers)
- 2005: Human Trafficking – Menschenhandel (Human Trafficking), Regie: Christian Duguay
- 2007: Hannibal Rising – Wie alles begann (Hannibal Rising, Regie: Peter Webber)
- 2008: Bathory – Die Blutgräfin (Bathory), Regie: Juraj Jakubisko
- 2009: Pagan Queen – Die Königin der Barbaren (The Pagan Queen), Regie: Constantin Werner
- 2010: Akte Kajínek (Kajínek), Regie: Petr Jákl
- 2011–2014: Borgia (Fernsehserie, sechs Folgen)
- 2013: Crossing Lines (Fernsehserie, Folge 1x03, Regie: Laurent Barès)
- 2014: Transporter: Die Serie (Transporter: The Series) (Fernsehserie, Folge 2x08, Regie: Stefan Pleszczynski)
- 2016: Die Besucher – Sturm auf die Bastille (Les Visiteurs – La Révolution)
- 2018: Wie ein Blitz vom Weihnachtshimmel (Comme un air de Noël) (Fernsehfilm), Regie: Alexandre Laurent
- 2019: Treadstone (Fernsehserie, 2 Folgen)
- 2022: Medieval, Regie: Petr Jákl